# Вайденбах (Айфель)
Вайденбах (нем. Weidenbach) — община в Германии, в земле Рейнланд-Пфальц. 
Входит в состав района Вульканайфель. Подчиняется управлению Даун.  Население составляет 246 человек (на 31 декабря 2010 года). Занимает площадь 10,73 км².